# Distrito Histórico de Providence Jewelry Manufacturing
El Distrito Histórico de Providence Jewelry Manufacturing es un distrito histórico predominantemente industrial en la ciudad Providence, la capital del estado de Rhode Island (Estados Unidos). Cubre aproximadamente 8 ha en el distrito de joyería de la ciudad, justo al sur de Downtown Providence.Si bien el área comenzó como un vecindario residencial, surgió a fines del siglo XIX y principios del XX como un centro de negocios de fabricación de joyas de Providence. El edificio industrial más antiguo del distrito es el 1848 Elm Street Machine Shop (116 Elm Street), una estructura de piedra de dos pisos y medio que ahora alberga las oficinas de la Universidad Brown.
El distrito tiene una forma de L irregular, lo que refleja una parte de la carretera interestatal 195 que ha sido desviada desde entonces.La sección principal de norte a sur del distrito incluye propiedades en las calles Hospital e Imperial entre Davol Point Street y Bassett Street, mientras que la sección este-oeste se extiende a lo largo de las calles Bassett y Clifford hasta Chestnut, y luego se extiende más a lo largo de Ship Street hasta Eddy. Incluye 21 edificios de fábrica, cinco tiendas o garajes y tres residencias.
El distrito se incluyó en el Registro Nacional de Lugares Históricos en 1985 y se amplió con la inclusión de varios edificios en 2012.

## Galería

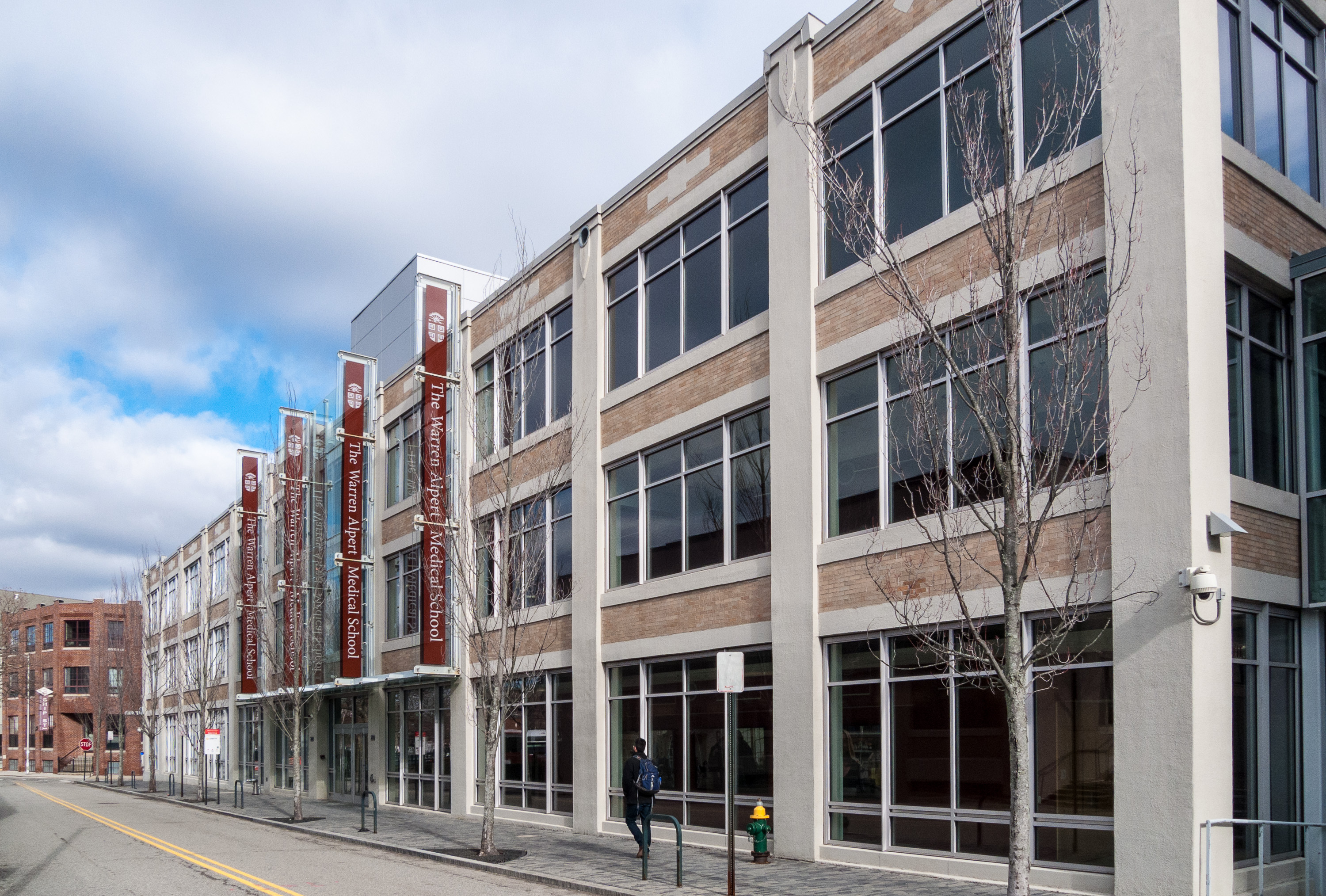
Edificio Little Nemo (Frank S. Perry, 1928), ahora parte de la Escuela de Medicina Alpert de Brown
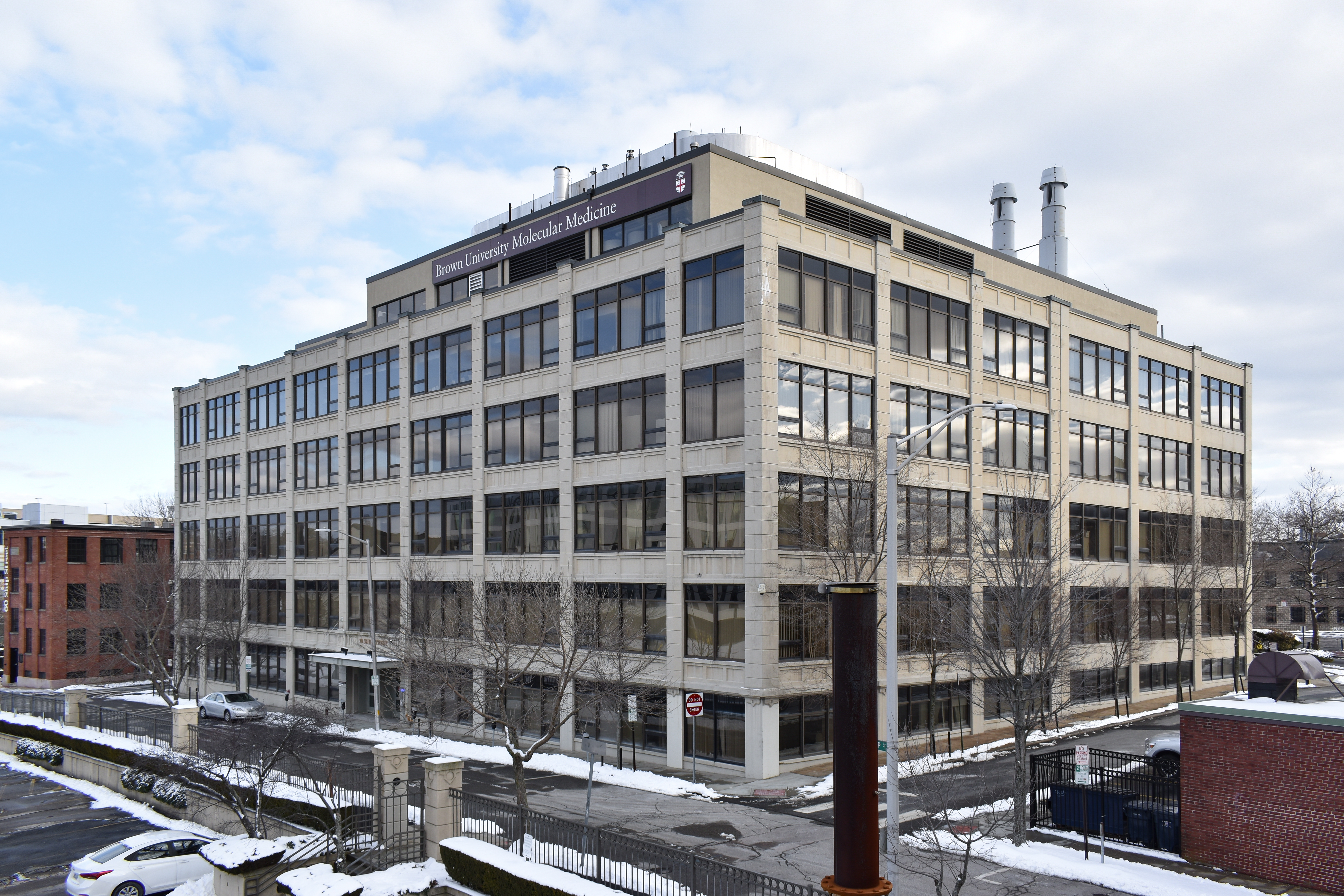
Edificio Doran-Speidel (1912), ahora utilizado por la Universidad de Brown
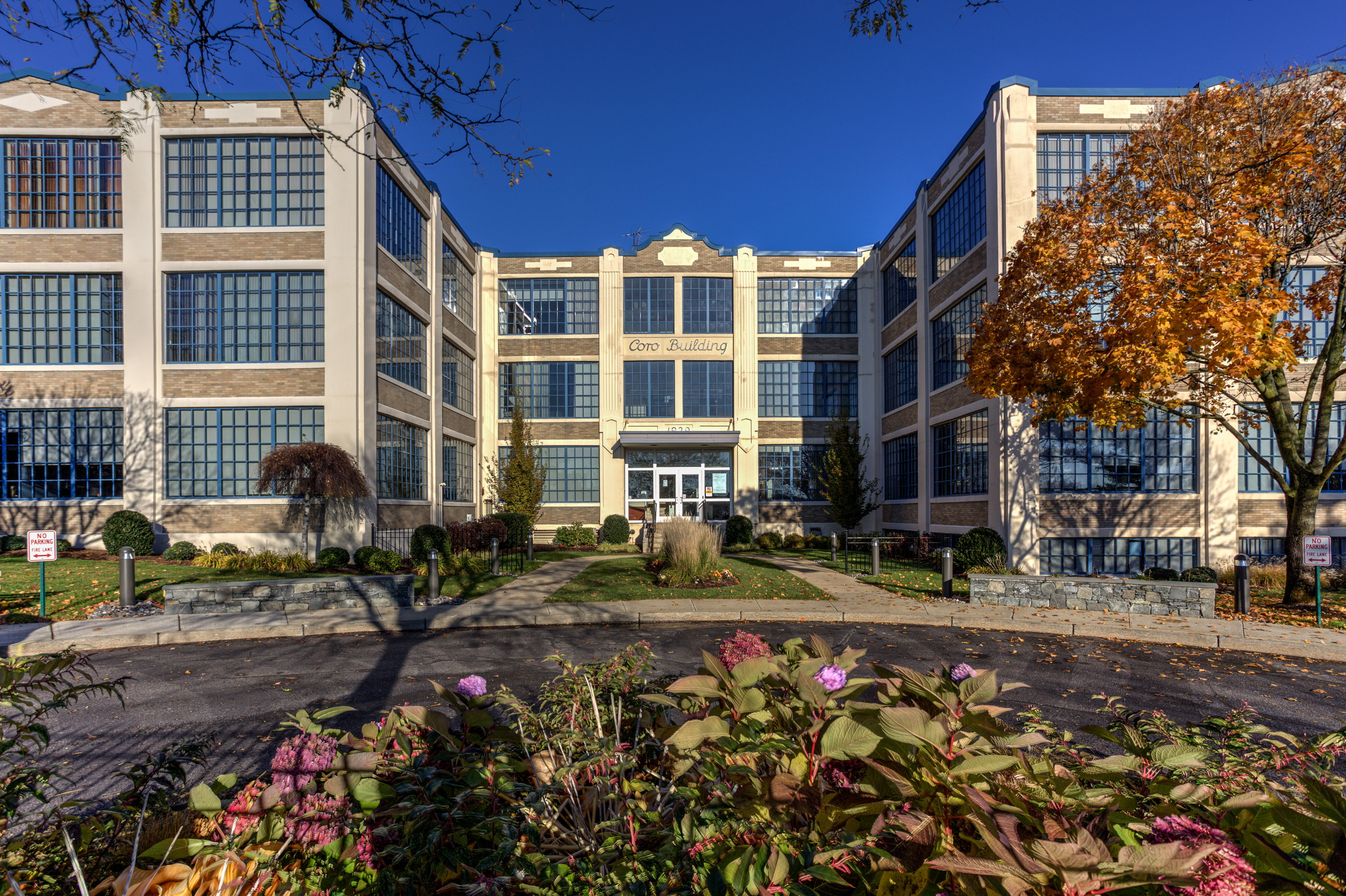
Coro Building (Frank S. Perry, 1929), construido para Cohn & Rosenburger Jewelry Company, ahora alberga laboratorios y oficinas de Lifespan